# Шатоге (Квебек)
Шатоге (фр. Châteauguay) — місто у провінції Квебек (Канада), в адміністративному регіоні Монтережі. Частина регіонального муніципалітету Русійон (фр. Roussillon).
Розташоване на південному заході від Монреалю, на березі річки Шатоге та озера Сен-Луї.

## Історія
У 1673, губернатор Нової Франції граф Фронтнак (фр. Comte de Frontenac) віддав цей район у володіння Шарлю Лемуан (фр. Charles Lemoyne), який і став першим сеньйором місцевості. Маєток кілька разів міняв власників. У 1775 році почалася будова церкви Святого Йоакима (фр. Saint-Joachim).
26 жовтня 1813, під час війни зі Сполученими Штатами, тут відбулася Битва при Шатоге, під час якої канадці відбили американську атаку.
Під час Повстання Патріотів 1837–1838 років цю місцевість окупували англійські солдати, заарештувавши одного з керівників повстання, Франсуа-Моріса Лепайора (фр. François-Maurice Lepailleur), якого пізніше депортували до Австралії.
1854, після ліквідації сеньйоріальної системи, поселення отримало статус села, а пізніше — міста.